# Macroprotodon cucullatus
La culebra de cogulla o falsa serpiente lisa (Macroprotodon cucullatus) es un ofidio de la familia de los Colúbridos.

## Distribución y hábitat
La serpiente de cogulla es un reptil de distribución mediterránea meridional. Se encuentra en todo el norte de África desde Marruecos a Israel. En Europa vive desde la península ibérica a la Itálica.
En España se encuentra al sur de la Comunidad Valenciana y a las islas de Mallorca y Menorca.
Los hábitats naturales de esta serpiente son los bosques y páramos con vegetación mediterránea, así como las zonas rocosas y costas arenosas. Se encuentra también en los campos de cultivo y jardines rurales. Le gusta esconderse bajo las piedras.
La serpiente de cogulla es el ofidio mediterráneo más extraño de la península ibérica. Aunque es moderadamente abundante en Mallorca y Menorca, esta especie se encuentra amenazada debido a la pérdida de su hábitat.

## Comportamiento
La culebra de cogulla es nocturna en algunas partes de su rango de distribución pero principalmente diurna en las Islas Baleares. Se alimenta de pequeños lagartos como geckos y lagartos del género Lacerta. También se alimentan de pequeños mamíferos y aves. Las hembras pueden reproducirse en años alternos. Ponen de dos a seis huevos en un lugar húmedo debajo de una roca, enterrados en el suelo o escondidos en la vegetación. Eclosionan en aproximadamente ocho semanas y los ejemplares juveniles tienen una longitud de 12 a 16 cm. M. cucullatus posee un veneno suave, que se administra desde los colmillos gracias al agrandamiento de la mandíbula superior. Aunque el veneno es eficaz en los lagartos, no es dañino para los seres humanos.